# Philadelphia Union 2018
Questa voce raccoglie le informazioni riguardanti il Philadelphia Union nelle competizioni ufficiali della stagione 2018.

## Stagione
Per la stagione 2018, la squadra è guidata per il quinto anno da Jim Curtin. L'andamento in campionato risulta essere altalenante con risultati discontinui, in cui la miglior striscia positiva di risultati avviene tra la 23ª e la 27ª giornata con quattro vittorie ed un pareggio, ma ciò non impedisce agli Union di centrare i play-off stagionali da cui vengono subito estromessi al primo turno per mano del N.Y. Red Bulls. In coppa nazionale raggiungono per la terza volta la finale ma vengono sconfitti anche in questa occasione dagli Houston Dynamo.

## Maglie e sponsor
Lo sponsor tecnico è Adidas e il main sponsor Grupo Bimbo.
| Casa | Trasferta |

## Rosa 2018
| N. |                                 | Ruolo | Calciatore                  |
| -- | ------------------------------- | ----- | --------------------------- |
| 1  | Stati Uniti (bandiera)          | P     | John McCarthy               |
| 2  | Guyana (bandiera)               | C     | Warren Creavalle            |
| 3  | Inghilterra (bandiera)          | D     | Jack Elliott                |
| 4  | Stati Uniti (bandiera)          | D     | Mark McKenzie               |
| 5  | Camerun (bandiera)              | D     | Olivier Mbaizo              |
| 6  | Bosnia ed Erzegovina (bandiera) | C     | Haris Medunjanin            |
| 7  | Ghana (bandiera)                | A     | David Accam                 |
| 8  | Stati Uniti (bandiera)          | C     | Derrick Jones               |
| 9  | Stati Uniti (bandiera)          | A     | Fabrice Picault             |
| 10 | Rep. Ceca (bandiera)            | C     | Bořek Dočkal                |
| 11 | Stati Uniti (bandiera)          | C     | Alejandro Bedoya (capitano) |
| 12 | Stati Uniti (bandiera)          | D     | Keegan Rosenberry           |
| 14 | Germania (bandiera)             | A     | Fabian Herbers              |
| 15 | Ghana (bandiera)                | D     | Joshua Yaro                 |
| 16 | Stati Uniti (bandiera)          | D     | Richie Marquez              |

| N. |                        | Ruolo | Calciatore      |
| -- | ---------------------- | ----- | --------------- |
| 17 | Stati Uniti (bandiera) | A     | C.J. Sapong     |
| 18 | Giamaica (bandiera)    | P     | Andre Blake     |
| 19 | Giamaica (bandiera)    | A     | Cory Burke      |
| 20 | Stati Uniti (bandiera) | C     | Marcus Epps     |
| 21 | Stati Uniti (bandiera) | C     | Anthony Fontana |
| 24 | Stati Uniti (bandiera) | C     | Adam Najem      |
| 25 | Brasile (bandiera)     | C     | Ilsinho         |
| 26 | Stati Uniti (bandiera) | C     | Auston Trusty   |
| 27 | Inghilterra (bandiera) | A     | Jay Simpson     |
| 28 | Stati Uniti (bandiera) | D     | Ray Gaddis      |
| 29 | Stati Uniti (bandiera) | P     | Jake McGuire    |
| 30 | Camerun (bandiera)     | C     | Eric Ayuk       |
| 32 | Stati Uniti (bandiera) | D     | Matthew Real    |
| 33 | Brasile (bandiera)     | D     | Fabinho         |